# تجسس صناعي

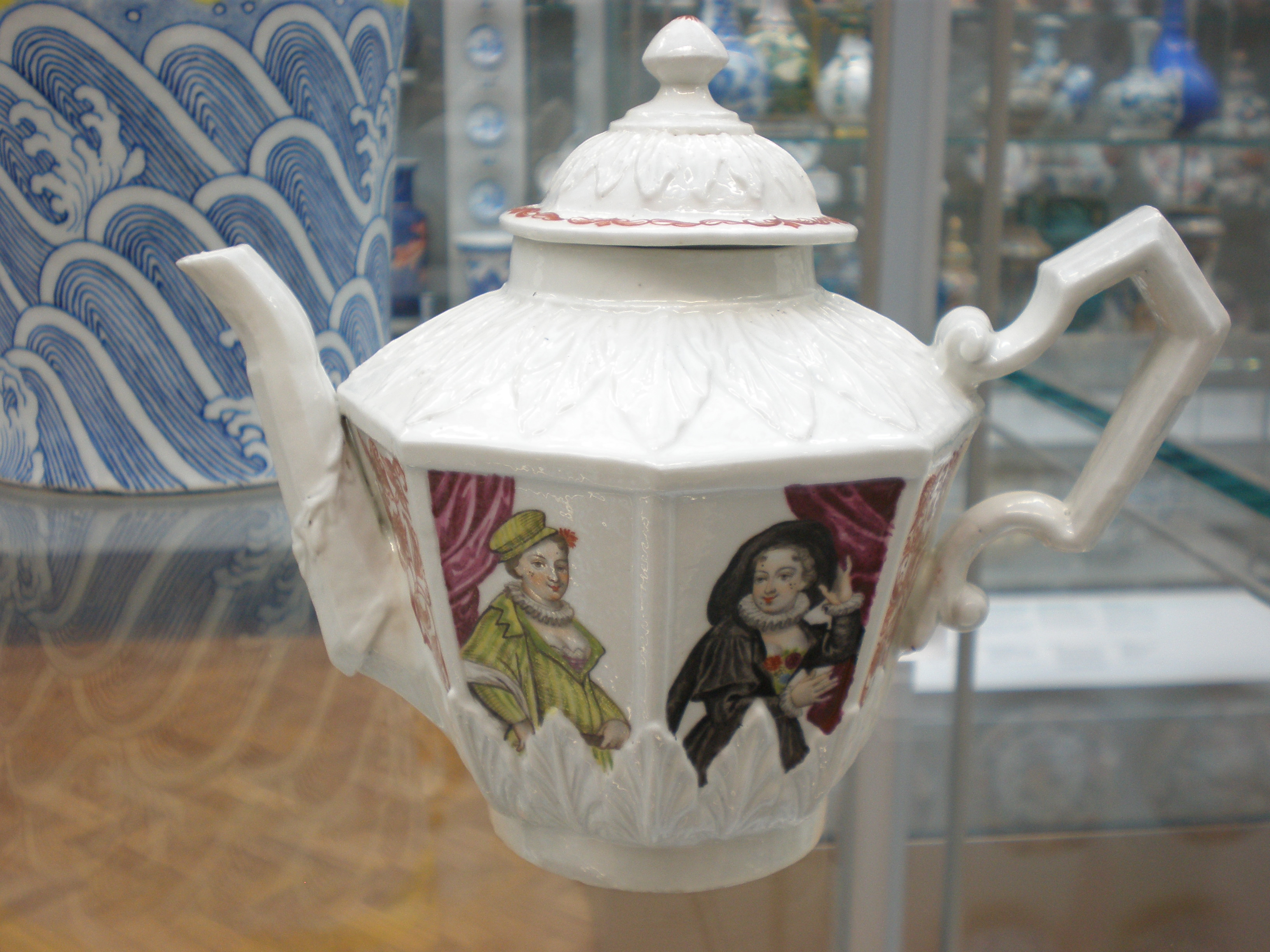

التجسس الصناعي هو نوع من التجسس يُنفَّذُ لأغراض تجارية، وتقوم به بعض الشركات والمؤسسات التجارية بهدف الحصول على أسرار صناعية من الشركات المنافسة.

## الصناعات المستهدفة
التجسس الصناعي غالباً ما يرتبط بالصناعات التقنية، مثل البرمجيات والعتاد الحاسوبي والتقنية الحيوية وتقنيات الفضاء والاتصالات والمواد والطاقة.